# Domprovst
En domprovst er provsten ved det provsti, hvori der ligger en domkirke. Før 1958 brugtes betegnelsen stiftsprovst om biskoppens stedfortræder, mens en domprovst kunne være provst ved domkirke, hvor der ikke boede en biskop i nærheden.
Som stiftets første provst er domprovsten biskoppens stedfortræder. Domprovsten er desuden den kirkebogsførende sognepræst ved domkirken og indehaver af domsognets begravelsesmyndighed.
"Domprovst" svarer til betegnelsen "ærkedegn", der blev brugt før reformationen i 1536.